# Teodoro Dublang
Teodoro Dublang Uranga (Vitoria, 9 de noviembre de 1874-Vitoria, 11 de enero de 1940) fue un ingeniero militar y pintor español.

## Biografía
Teodoro Dublang nació en Vitoria el 9 de noviembre de 1874 en casa de sus padres, Nicolás Dublang y Fermina Uranga. Se crio con sus primos, Gregorio Dublang y Juana Tolosana, tras haberse quedado huérfano con tan solo 10 años. El 27 de agosto de 1892 ingresó como alumno en la Academia General Militar del Ejército de Tierra. El 27 de junio de 1893 se pasó a la Academia de ingenieros militares de Guadalajara, terminando sus estudios el 17 de julio de 1897. Participó como primer teniente de ingenieros del Ejército, recién salido de la Academia, en la guerra de Cuba.
Con su carrera militar, en la que llegó al grado de teniente coronel, compaginaba su formación y práctica artística. En cuanto a su formación en este campo, se sabe que en su ciudad fue alumno de Ignacio Díaz de Olano.
Cultivo muchos géneros y técnicas y es de destacar su habilidad para pintar con especial rapidez  y soltura. Debido a la libertad que le daba desarrollar su actividad sin motivos económicos, mezclándola como afición y segunda profesión, su relación con la pintura es muy abierta y experimental.
Cuando ya tenía más de 60 años y estalló la Guerra Civil Española estaba preparando una exposición en su ciudad junto a Emilio Ibargoitia. La muestra se celebró del 5 al 23 de agosto de 1936.
Falleció el 11 de enero de 1940, soltero y sin descendencia, a causa de un epitelioma gástrico, en su casa de la calle Campo de los Sogueros.

## Homenajes
Una calle de su ciudad lleva su nombre.